# ブラッドフォード大学
ブラッドフォード大学（ブラッドフォードだいがく、University of Bradford）は英国ウェスト・ヨークシャー州ブラッドフォードに位置する1832年創立の歴史ある国立総合大学である。大学のモットーは、ウィリアム・シェイクスピアのソネット38番から引用された "Give Invention Light"。世界最大級の平和研究センターを持っており、世界で最初に平和学を始めた大学として平和学の権威として知られている。
大学には約170、大学院には約80のコースが用意されている。これらは経営学部、考古・環境科学部、工学部、情報学部、保健学部、生命科学部、教育開発、社会国際学部の8つの学部で開講されている。特に多くの政治家、国連職員、NGO職員を輩出する平和学、School of Management (MBA)などは世界的に高い評価を得ている。日本人留学生も平和学修士課程、MBAを中心に40名程度在籍している。メインキャンパスはブラッドフォード市中心に位置しており、School of Managementのキャンパスは小高い丘の上にあり、樹々や芝生に囲まれた緑豊かな自然と格調高い建物が調和した美しいキャンパスを誇るエグゼクティブな学習環境が用意されている。

## 学業
ブラッドフォード大学は学部によってではなく、より大きな区分である「スクール」に沿って組織が編成されている。 「スクール」は8あり、その下にいくつかの学部が組み込まれている。「スクール」は下記の通り。
- 考古学・環境科学 (School of Archaeological and Environmental Science)
- コンピュータ・情報・メディア (School of Computing, Informatics & Media)
- 工学・デザイン・技術 (School of Engineering, Design & Technology)
- 保健 (School of Health Studies)
- 生命化学 (School of Life Sciences)
- 教育・開発 (School of Lifelong Education & Development)
- 経営 (School of Management)
- 社会国際研究 (School of Social and International Studies)

### 平和学
当スクールの平和学科は1973年に開設され、現在では平和と紛争解決研究に関する世界最大の研究センターとなっている。研究のレベルを示すRAE (Research Assessment Exercise)の評価において5段階中5という最高ランクの評価を得ており、コーチの教授内容と質を示すQAA (Quality Assurance Agency)で24点中24点という最高得点をマークしている。また、修士課程レベル以上の研究課程では、MPhilおよびPhDにおける研究過程が充実しており、センターの研究事業には国内外から多くの研究者が集まっている。コース内容は平和学、紛争解決、開発学、国際政治と安全保障研究など多岐にわたる。国連職員やNGO関係者、各国の公使や外交官、ノーベル賞受賞者など、外交や開発、平和に携わる著名人がゲストスピーカーとして当大学に招かれ講義をする。後進国でのフィールドワークなどもプログラムの一環とされ、世界的に高い評価を得ている。ロータリー財団の世界平和フェローシップ提携大学としては英国で唯一、世界で7つのうちの1つ。

### 経営学
スクール・オブ・マネージメント修士課程のMBAカリキュラムは英国MBAトップ校のひとつとして有名である。当スクールは40年以上の歴史を誇る英国MBAの草分け的な存在であり、2008年FT（フィナンシャル・タイムズ）MBAグローバルランキングでは世界53位にランキングされた。毎年日本人留学生も若干名在籍している。規模は80名程度（2008年度見込予定数)と英国MBAとしては比較的平均的な規模であるが、多様な学生像（留学生比率92%超）、校舎の最新設備等が特徴として挙げられる。特に、投資対効果を評価する指標であるThe Value for Costは世界の並みいる上位校を抑えて世界6位の高い評価を得ており、卒業3年後の平均年収は1300万円という調査結果が出ている。また、ヨーロッパ経営開発財団から名誉ある欧州品質改善システム（EQUIS）の認定を受けている数少ないMBAスクールのひとつである。

## 伝統行事
トルストイカップ (Tolstoy Cup)
ブラッドフォード大学平和学の生徒 (Peace Studies FC)とキングス・カレッジ・ロンドン戦争研究学の生徒(War Studies FC)の間で行なわれるフットボール大会。

### 試合結果
| No. | Date | Winner        | Score                                | Venue                               | Total wins | Total wins |
| No. | Date | Winner        | Score                                | Venue                               | War        | Peace      |
| --- | ---- | ------------- | ------------------------------------ | ----------------------------------- | ---------- | ---------- |
| 1   | 1995 | Peace Studies | 15-0                                 | Bradford                            | 0          | 1          |
| 2   | 2007 | Peace Studies | 0-1, 0-1, 1-1 agg (4-3 on penalties) | London (1st leg) Bradford (2nd leg) | 0          | 2          |
| 3   | 2008 | Peace Studies | 1-1 (2–4 on penalties)               | London                              | 0          | 3          |
| 4   | 2009 | Peace Studies | 3-1                                  | Bradford                            | 0          | 4          |
| 5   | 2010 | War Studies   | 2-1                                  | London                              | 1          | 4          |
| 6   | 2011 | Peace Studies | 5-0                                  | Bradford                            | 1          | 5          |
| 7   | 2012 | Peace Studies | 2-1                                  | London                              | 1          | 6          |

## 他校との提携関係
エラスマス交換留学制度:
- 法政大学
- カリフォルニア州立大学
- ジュネーブ大学
- アイスランド大学
- ローマ大学
- シエナ大学
- ウィーン大学
- ウメオ大学
- アムステルダム自由大学
- ケルン大学
- リール科学技術大学
- グルノーブル経営学院
- マドリード・カルロス3世大学
- マラガ大学
- バレンシア工科大学
- トゥールーズ政治学院　他

## おもな卒業生
- 遠山清彦 ：元国会議員（衆議院）、元財務副大臣（第4次安倍内閣 (第2次改造)）
- 浅井和子 ：弁護士、駐ガーナ兼シエラレオネ兼リベリア特命全権大使
- 大西健丞 ：NGO代表（ピース・ウィンズ・ジャパン）
- 瀬谷ルミ子 ：日本紛争予防センター 理事長
- 佐谷恭 ：株式会社旅と平和 代表取締役
- 佐々木たかし ：京都市会議員

- Ann Taylor: イギリス国防大臣
- Roland Boyes: 労働党（下院議員）
- Linda Riordan: 労働党（下院議員）
- David Chaytor: 労働党（下院議員）
- Stephen Hesford: 労働党（下院議員）
- Stephen Hesford: 労働党（下院議員）
- Michael Clapham: 労働党（下院議員）
- Rinchinnyamyn Amarjargal: 前モンゴル国首相
- Nexhat Daci: 前コソボ議会 議長
- Sir Tony O'Reilly: 前ハインツ CEO
- Kate Swann: W・Hスミス CEO
- Tori Good: BBC天気予報士
- Alex Brummer: ジャーナリスト
- John Pienaar: BBC ジャーナリスト
- ジャン・ジャック・バーネル:ロックミュージシャン、ストラングラーズの中心メンバー